# Lena Willemark
Lena Willemark (* 1960 in Evertsberg/Dalarna) ist eine schwedische Folk- und Jazzmusikerin, die vorwiegend als Violinistin und Sängerin auftritt. Außerdem spielt sie die Härjedalspipan, ein altes Volksinstrument aus der Familie der Flöten, das aus der Region Härjedalen stammt.

## Leben und Wirken
Willemark lernte in ihrer Kindheit die traditionelle Volksmusik Mittelschwedens kennen. Während ihres Studiums am Königlichen Konservatorium in Stockholm Anfang der 1980er Jahre beschäftigte sie sich mit Jazzgesang. Die Kombination beider Stile zeichnet ihre Musik aus.
1989 veröffentlichte sie ihr erstes Soloalbum När Som Gräset Det Vajar, für das sie den schwedischen Grammy und den Preis der Deutschen Musikkritik erhielt. Seit 1990 arbeitet sie mit dem schwedischen Multiinstrumentalisten Ale Möller zusammen, mit dem sie 1993 das Album Nordan mit Neuinterpretationen mittelalterlicher Lieder aufnahm, das große Wirkung entfaltete; es folgte Agram. 1994 und 1995 trat sie auch in der schwedischen Folkjazz-Gruppe enteli mit Bengt Berger auf. Zwischen Frühjahr 1995 und 1996 gehörte sie zusammen mit Ale Möller zur musikalischen Begleitgruppe der Bühnenadaption einer in den Jahren 1977–1985 erschienenen Roman-Suite von Sara Lidman, die im Stockholmer Orion Theater aufgeführt wurde.
Anlässlich der Ernennung Stockholms zur Kulturhauptstadt Europas 1998 komponierte Lennemark mit Karin Rehnqvist das Stück Wingodur, das sie mit Bobo Stenson, Palle Danielsson, Lisbeth Diers, Staffan Larson, Mikael Marin und Mats Olofsson aufnahm. Mit Ale Möller und Per Gudmundson spielte sie seit den 1990er Jahren in der Gruppe Frifot insgesamt fünf Alben mit traditionellen schwedischen Weisen ein; das Album Sluring von 2003 wurde mit dem Manifest-Preis ausgezeichnet und für einen Grammis nominiert. 
In Zusammenarbeit mit  Anders Jormin entstand 2003 In Winds, in Light (unter Jormins Namen veröffentlicht), dem 2015 im Trio der beiden mit der japanischen Koto-Interpretin Karin Nakagawa Trees of Light folgte, das Facetten von Volks-, Kammer- und frei improvisierter Musik verband. Für eine Aufführung beim Euroradio Folk Festival 2014 gab der schwedische Rundfunk bei Lennemark ihr Werk Blåferdį (2016) in Auftrag. Mit Jormin und der Bohuslän Big Band erschien 2019 Poems for Orchestra.

## Diskographie (Auswahl)
- När Som Gräset Det Vajar, Soloalbum, 1989
- Suède-Norvège, 1993
- Nordan mit Palle Danielsson, Mats Eden, Per Gudmundson, Tina Johansson, Jonas Knutsson, Ale Möller, Bjorn Tollin, 1993
- Hästen Och Tranan (Das Pferd Und Der Kranich) Theater-Soundtrack nach Motiven einer Roman-Suite von Sara Lidman mit Ale Möller, Roger Tallroth, Ellika Frisell und Olle Steinholz, 1996
- Agram mit Palle Danielsson, Mats Eden, Tina Johansson, Jonas Knutsson, Ale Möller, 1996
- Frifot Ale Möller, Per Gudmundson 1999
- Windogur mit Bobo Stenson, Palle Danielsson, Lisbeth Diers, Staffan Larson, Mikael Marin und Mats Olofsson, 1999
- Stemmenes skygge mit Kirsten Bråten Berg und Marilyn Mazur
- Älvdalens Elektriska, 2007
- Manskratt, 2007
- Lena Willemark / Jonas Knutsson / Mats Öberg: Alla Drommars Sang (2013)
- Anders Jormin, Lena Willemark, Karin Nakagawa, Jon Fält: Pasado en claro (2023)[5]